# Philodina proterva
Philodina proterva är en hjuldjursart som beskrevs av Colin Milne 1916. Philodina proterva ingår i släktet Philodina och familjen Philodinidae. Arten är reproducerande i Sverige. Inga underarter finns listade i Catalogue of Life.